# Neviusia
Genre
Classification phylogénétique
Neviusia est un genre de plantes à fleurs de la famille des Rosaceae originaire d'Amérique du Nord.

## Description
Les espèces du genre Neviusia sont des arbustes caducs. Leurs feuilles sont simples, les stipules sont d'abord petites.
L'inflorescence est une grappe courte, simple. Les fleurs sont hermaphrodites, attractives, elles se dressent par cinq sur de longues tiges, Les pétales sont manquantes ou grandement réduites. Les sépales sont en forme d'écailles, longs et ressemblent à du feuillage, de vert à blanc verdâtre et coupés sur le bord. L'hypanthe est en forme de soucoupe.
Les nombreuses étamines sont blanches. Un discus n'est pas reconnaissable. Il y a deux à cinq pistils. Les stigmates sont linéaires et unilatéralement attachés au stylodium terminal. Il y a un seul ovule, le fruit est un akène avec un mésocarpe fin et charnu, l'endocarpe n'est pas lisse, il n'y a qu'une graine, dont l'endosperme est très fin.

## Répartition
Les deux espèces actuelles du genre se trouvent dans l'ouest et le sud-est des États-Unis, sur les pentes et les rives des rivières, où il pousse à l'ombre, dans des endroits dégagés, souvent sur des sols calcaires. Une espèce fossile a été retrouvée au Canada.

## Espèces
- Neviusia alabamensis
- Neviusia cliftonii

Neviusia dunthornei est une espèce fossile uniquement connue du temps de l'Éocène.